# Liste der Nummer-eins-Hits in Neuseeland (1970)
Diese Liste enthält alle Nummer-eins-Hits in Neuseeland im Jahr 1970. Es gab in diesem Jahr 20 Nummer-eins-Singles.
| Singles |
| --- |
| - The Beatles – Come Together - 1 Woche (26. Dezember 1969 – 1. Januar 1970) - Für die Zeit vom 2. bis zum 15. Januar wurde keine Hitparade veröffentlicht. - Blood, Sweat & Tears – And When I Die - 3 Wochen (16. Januar – 5. Februar) - Fourmyula – Nature - 2 Wochen (6. Februar – 19. Februar, insgesamt 4 Wochen) - Badfinger – Come & Get It - 2 Wochen (20. Februar – 5. März) - Fourmyula – Nature - 2 Wochen (6. März – 19. März, insgesamt 4 Wochen) - Shocking Blue – Venus - 2 Wochen (20. März – 2. April) - Edison Lighthouse – Love Grows (Where My Rosemary Goes) - 2 Wochen (3. April – 16. April) - The Beatles – Let It Be - 3 Wochen (17. April – 7. Mai) - John Rowles – Cheryl Moana Marie - 1 Woche (8. Mai – 14. Mai) - Simon & Garfunkel – Bridge over Troubled Water - 1 Woche (15. Mai – 21. Mai, insgesamt 2 Wochen) - The Peddlers – Girlie - 1 Woche (22. Mai – 28. Mai) - Simon & Garfunkel – Bridge over Troubled Water - 1 Woche (29. Mai – 4. Juni, insgesamt 2 Wochen) - Star Crossed Lovers – Knock Knock, Who's There? - 1 Woche (5. Juni – 11. Juni) - Craig Scott – Star Crossed Lovers - 3 Wochen (12. Juni – 2. Juli, insgesamt 4 Wochen) - The Pipkins – Gimme Dat Ding - 2 Wochen (3. Juli – 16. Juli) - Craig Scott – Star Crossed Lovers - 1 Woche (17. Juli – 23. Juli, insgesamt 4 Wochen) - Russell Morris – Rachel - 1 Woche (24. Juli – 30. Juli) - Mungo Jerry – In the Summertime - 1 Woche (31. Juli – 6. August) - Hogsnort Rupert – Pretty Girl - 3 Wochen (7. August – 27. August) - Maria Dallas – Pinocchio - 6 Wochen (28. August – 8. Oktober) - The Kinks – Lola - 6 Wochen (9. Oktober – 19. November) - Neil Diamond – Cracklin' Rosie - 5 Wochen (20. November – 24. Dezember) - Michael Nesmith & the First National Band – Joanne - 1 Woche (25. Dezember – 31. Dezember) |